# 北方起义
1568年北方起义（英語：Rising of the North），或北方叛乱（英語：Northern Rebellion）是1569年发生在英格兰北部试图推翻女王伊丽莎白一世统治并以蘇格蘭的玛丽一世担任女王的天主教徒起义，起义第二年即失败。教宗庇护五世为表示支持，颁布了《在至高处统治》，开除了伊丽莎白的教籍并号召其臣民将其推翻。